# Anotosaura
Anotosaura is een geslacht van hagedissen uit de familie Gymnophthalmidae. De groep werd voor het eerst wetenschappelijk beschreven door Afrânio Pompílio Gastos do Amaral in 1933.
Er zijn twee soorten die voorkomen in delen van Zuid-Amerika en endemisch leven in Brazilië. Beide soorten zijn alleen te vinden in de deelstaat Bahia. De soort Anotosaura vanzolinia werd eerder als een ondersoort van Anotosaura collaris beschouwd maar wordt tegenwoordig als aparte soort erkend.

## Soortenlijst
| Soorten uit het geslacht Anotosaura | Soorten uit het geslacht Anotosaura | Soorten uit het geslacht Anotosaura |
| ----------------------------------- | ----------------------------------- | ----------------------------------- |
| Naam                                | Auteur                              | Verspreidingsgebied                 |
| Anotosaura collaris                 | Amaral, 1933                        | Brazilië                            |
| Anotosaura vanzolinia               | Dixon, 1974                         | Brazilië                            |